# Hunt (Film)
Hunt (Koreanisch: 헌트; Heonteu) ist ein südkoreanischer Spionage-Action-Film von 2022. Regie führte Lee Jung-jae, der zusammen mit Jung Woo-sung auch die Hauptrolle spielt. Hunt ist das Regie-Debüt von Lee Jung-jae. Der Film hatte in der Sektion Midnight Screening bei den Filmfestspielen in Cannes 2022 seine Premiere. In Südkorea erschien der Film am 10. August 2022. In Deutschland wird Hunt während des Fantasy Filmfests, das in mehreren Städten Anfang September stattfindet, gezeigt.

## Inhalt
Im Jahr 1980, als die militärische Diktatur ihren Höhepunkt erreicht, werden der Leiter des Auslandsnachrichtendienstes KCIA, Park Pyong-ho, und der Leiter des Inlandsnachrichtendienstes, Kim Jung-do, damit beauftragt, den nordkoreanischen Spion, bekannt als Donglim, der tief in ihrer Behörde integriert ist, ausfindig zu machen. Die beiden Einheiten werden beauftragt, gegeneinander zu ermitteln, als der Spion streng geheime Informationen verbreitet, die die nationale Sicherheit gefährden. In dem Wissen, selbst zu den Verdächtigen zu werden, sollten sie den Verräter nicht ausfindig machen, enthüllen Pyong-ho und Jung-do langsam die Wahrheit und ihnen wird klar, dass jemand plant, den südkoreanischen Präsidenten zu ermorden.

## Geschichtlicher Hintergrund
Im Film geht es um geschichtliche Ereignisse im Jahr 1980, die 18.-Mai-Gwangju-Demokratiebewegung, das Überlaufen des nordkoreanischen Piloten Lee Ung-pyeong im Jahr 1983 und die Aung-San-Terrorattacke in 1983.

## Besetzung
- Lee Jung-jae als Park Pyong-ho[7]

Leiter des KCIA-Auslandsnachrichtendienstes, arbeitet seit 13 Jahren für die Behörde und ist ein hoch angesehener Agent.
- Jung Woo-sung als Kim Jung-do[8]

Leiter des KCIA-Innlandsdienstes, der zuvor Militärbeamter war.
- Jeon Hye-jin als Bang Joo-kyung[9]

Agentin der KCIA-Auslandsnachrichtendienstes, arbeitet mit Park Pyong-ho zusammen.
- Heo Sung-tae als Jang Cheol-seong[10]

Agent der KCIA-Innlandsnachrichtenabteilung und loyaler Mitarbeiter von Kim Jung-do.
- Go Youn-jung als Jo Yoo-jeong[11]

Eine Studentin, die unter dem Schutz von Park Pyung-ho steht
- Kim Jong-soo als Direktor Ahn

Kürzlich ernannter Direktor der KCIA und ehemaliger Militärbeamter.
- Jung Man-sik als Agent Yang

Ein ambitionierter Agent von Park Pong-ho’s Einheit
Gastauftritte
- Park Sung-woong[12] als Agent der Tokioter Einheit 1
- Jo Woo-jin[12] als Agent der Tokioter Einheit 2
- Kim Nam-gil[12] als Agent der Tokioter Einheit 3
- Ju Ji-hoon[12] als Agent der Tokioter Einheit 4
- Hwang Jung-min[13] als Leutnant Lee
- Lee Sung-min[13] als Cho Won-sik
- Yoo Jae-myung[13] als CEO Choi

## Produktion
| Produktionsfirmen      | Artist Studio Sanai Pictures                         |
| Veröffentlicher        | Megabox JoongAng Plus M                              |
| Veröffentlichungsdatum | - 19. Mai 2022 (Cannes) - 10. August 2022 (Südkorea) |
| Budget                 | 20 Milliarden ₩                                      |
| Box office             | 15,4 Millionen US$                                   |

### Entwicklung
Der Film war erst unter dem Filmtitel Namsan bekannt und Lee Jung-jae entschied 2017 die Hauptrolle dafür zu übernehmen. Die Produktion wurde allerdings durch mehrere Gründe vor Filmbeginn beendet. Daraufhin hat Lee Jung-jae selbst das Drehbuch bearbeitet und es vier Jahre lang vorbereitet. Neben der Regie, der Hauptrolle und der Mitarbeit am Screenplay ist er auch Co-Produzent.

### Dreharbeiten
Die Dreharbeiten begannen am 8. Mai 2021 und wurden am 13. November 2021 beendet.

### Postproduktion
Am 3. August 2022 gab Lee Jung-jae bekannt, dass er den Film nach der Ausstrahlung in Cannes nochmals editiert hat und die neue Version bei dem Toronto International Film Festival zu seiner Nordamerikanischen Premiere ausgestrahlt wird. In Südkorea wird allerdings die originale Version in den Kinos gezeigt.
Um globalen Zuschauern zu helfen, die politische Ära im Film besser zu verstehen, hat Lee Jung-jae mehrere Schlüsselszenen von den Schauspielern neu aufnehmen lassen. „Als ich das Script für Hunt geschrieben habe, war meine Zielgruppe die jüngere Generationen in Südkorea, die die Ära aus den Geschichtsbüchern kennen. Ich dachte, ausländische Zuschauer wüssten auch davon, […] Aber in Cannes haben sich ca. 30 % der ausländischen Filmkritiker beschwert, dass es für sie schwierig war, die Geschichte zu verstehen, da sie nichts über koreanische Politik in den 1980er Jahren wussten.“, erklärte Lee.

## Veröffentlichung
Der Film hatte bei den 75. Filmfestspielen in Cannes am 19. Mai 2022 Premiere im Lumière Theater, wo er sieben Minuten lang Standing Ovations erhalten hat. Er wurde anschließend am 10. August 2022 über Megabox in den Kinos in Südkorea veröffentlicht. Die Filmrechte wurden vorab in 207 Gebiete verkauft. Der Film wurde außerdem zum Toronto International Film Festival eingeladen und wird in der Sektion Gala Presentations im September gezeigt. Magnolia Pictures bekam die Rechte für US-Kinoveröffentlichungen im Dezember 2022. In Deutschland wird der Film beim Fantasy Filmfest in mehreren Städten Anfang September zu sehen sein.

## Rezeption

### Kritikermeinungen
International
In seiner Kritik für Deadline lobte Pete Hammond die Regie, Kamera und die Leistung der Darsteller. Peter Debruge der für Variety schreibt, beschrieb Hunt als einen "langen aber blitzschnell-getimten Film mit einem Schuss Adrenaline." und schätzte Lee als Regisseur und Schauspieler. Lou Thomas von BFI schrieb, dass der Film mit "spannenden, gewaltvollen Actionszenen und unglaublichen Schockern" vollgepackt ist aber das "Lee gelegentlich vergisst, Dinge verständlich und nachvollziehbar zu halten." und sagte, es macht Spaß den Film anzusehen. David Rooney für The Hollywood Reporter schrieb das den Charakteren Tiefe und der Geschichte Zusammenhang fehlt und nannte ihn "einen zunehmend frustrierenden Film, der sich in einem Dickicht aus Handlungskomplikationen, Doppeldeutigkeiten, Gegenplänen und überraschenden Enthüllungen verirrt." David Ehrlich von IndieWire benotete den Film mit der Note C und beschrieb ihn als "hoffnungslos verworrenen Spionage-Thriller, der keine Geschichte erzählt“ und erklärte: „Lees Debüt ist kaum mehr als ein schnatternder Pez-Spender voller Wendungen in der Handlung." In seiner Kritik für South China Morning Post, schrieb Clarence Tsui das der Film "übermäßig bombastisch und durcheinander" ist, außer für Geschichtsjunkies und extremen Fans von Actionfilmen. Er nannte die Storyline chaotisch und verwirrend für Zuschauer, die sich nicht mit dem historischen Setting des Films auskennen und gab ihm 2 von 5 Sternen.
Südkorea
Kim Seon-woo, der für JTBC eine Kritik schrieb, lobte das großartige Bildmaterial, die detaillierte Inszenierung und die spektakulären Actionszenen des Films und fügte hinzu, dass die großen und kleinen Wendungen in der Handlung die Spannung des Films bis zum Ende aufrechterhalten. Ryu Ji-yoon, der für Dailian schrieb, lobte die Darstellung von Park Pyeong-do und Kim Jeong-do, die das gleiche Ziel, aber unterschiedliche Methoden haben, die so dicht gestaltet sind, dass sie die filmische Vorstellungskraft und den Spaß anregen, und fügte hinzu: „Es ist nicht schwer die historische Ereignisse ohne Vorkenntnisse zu verstehen, aber je mehr man bereits weiß, desto mehr versteht man.“ Choi Young-joo von No Cut News erklärte: „Obwohl es als Spionage-Action-Genre bezeichnet wird, ist es bedauerlich, dass der Schwerpunkt eher auf der rasenden ‚Action‘ als auf der ‚Spionage‘ liegt, bei der Verdächtigungen dauernd wechseln“, aber lobte den Sounds, die Kulissen und Requisiten des Films, die das Publikum die Atmosphäre der 1980er Jahre und die Regie von Lee spüren ließen, der sein Ziel mit einem beeindruckenden Thema und Inhalt erreichte. Song Kyung-won von Cine21 beschrieb den Film als „einen Film, der ein Motiv aus einer wahren Geschichte nimmt, aber das Beste aus der historischen Vorstellungskraft macht und sich im Wesentlichen eher auf Action als auf Spionage konzentriert“ und schloss: „Trotz einiger Zweckmäßigkeit, die Löcher in der Erzählung füllen, ist es ein anständiges Debüt, das historische Vorstellungskraft und kommerzielle Errungenschaften verbindet.“

### Einspielergebnis
Der Film wurde am 11. August 2022 bereits in 1548 Kinos in Südkorea ausgestrahlt. Bei Veröffentlichung toppte der Film mit 210.000 Verkäufen das Box Office. Am 4. Tag nach Veröffentlichung hatte der Film bereits 1 Million Besucher überschritten.